# 亨利·贾维斯·雷蒙德

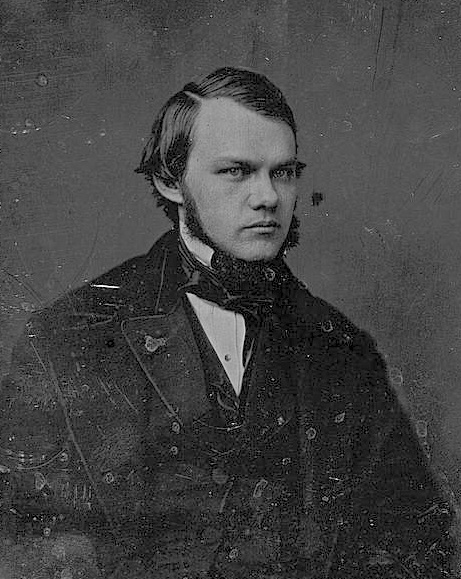
亨利·贾维斯·雷蒙德

亨利·贾维斯·雷蒙德（Henry Jarvis Raymond，1820年1月24日—1869年6月18日），美国记者、政治家，曾任纽约州副州长（1855年-1856年）。

## 生平
1820年出生于纽约州莱马，大学时代的雷蒙德很崇拜格里利的《纽约人报》，并向其投稿。在拜访过格里利后，1841年雷蒙德成为格里利的首席助理。乔治·琼斯则是其在《论坛报》的同事，供职于营业部。两人合计出版一份“理想的日报”。但他们都没有足够的资金。
雷蒙德离开格里利后投奔《信使与问询报》的詹姆斯·沃森·韦布上校。在此期间，雷蒙德为自己赢得了演说家和崭露头脚的政治家名声。1849年，雷蒙德被选入周议会。并于1851年当选议长。但正逢此时他与韦布在自由土地党问题上产生严重分歧。于是他接受了《哈泼斯新月刊杂志》(Harper's New Month Magazine)的主编职务，到1856年前一直任兼职主编。
1851年9月18日，雷蒙德与银行家乔治·琼斯共同创建了《纽约时报》。